# Heliamphora nutans
Heliamphora nutans là một loài thực vật có hoa trong họ Sarraceniaceae. Loài này được Benth. mô tả khoa học đầu tiên năm 1840.

## Hình ảnh

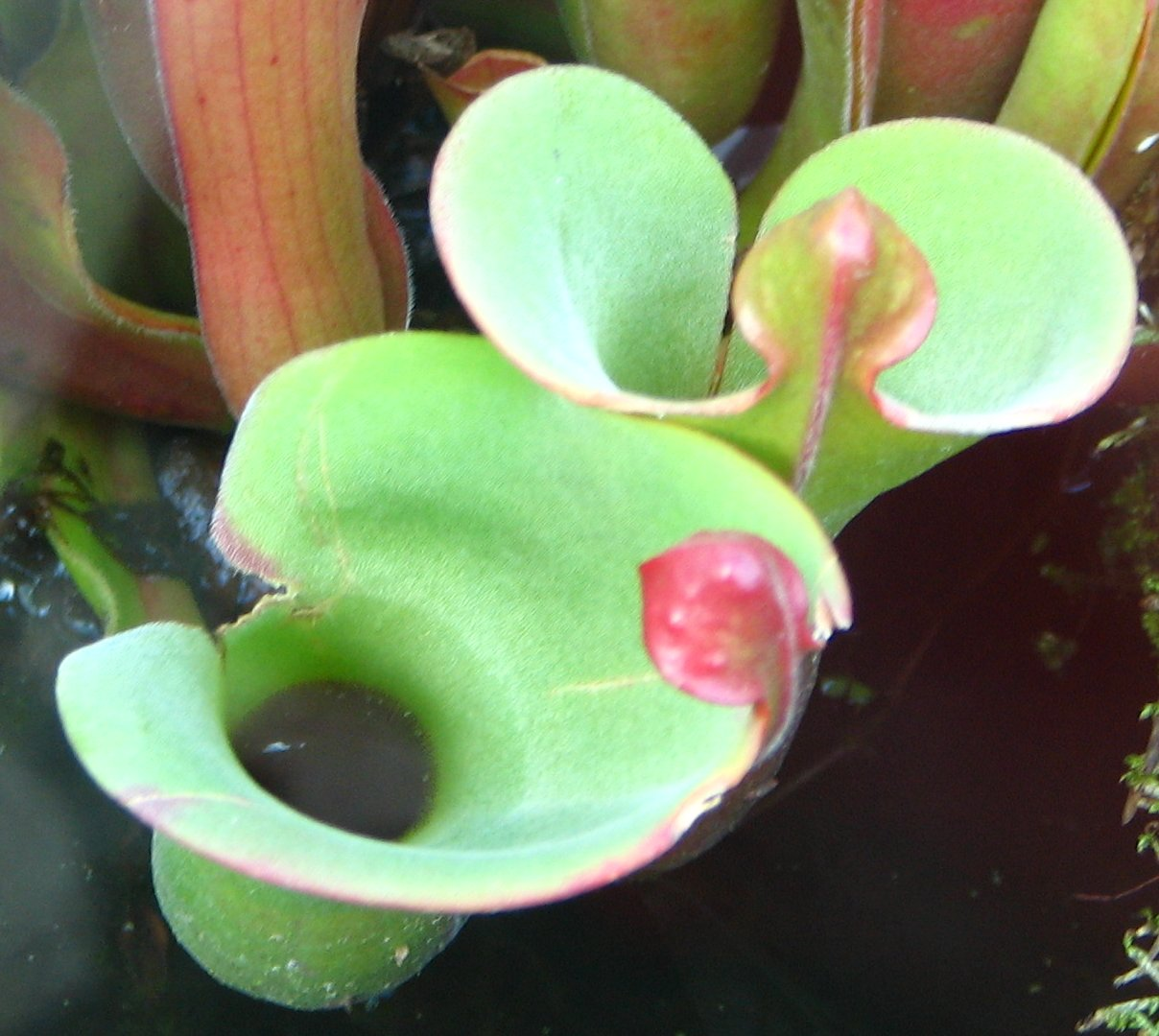
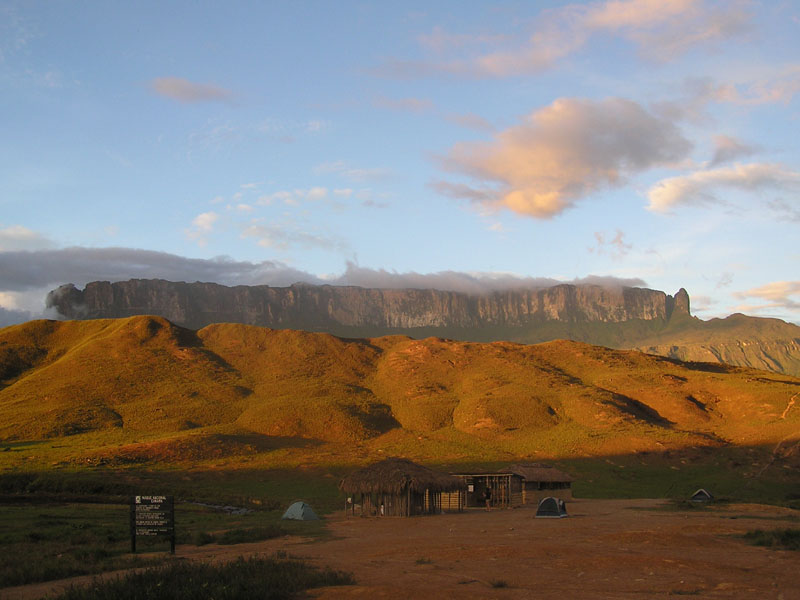
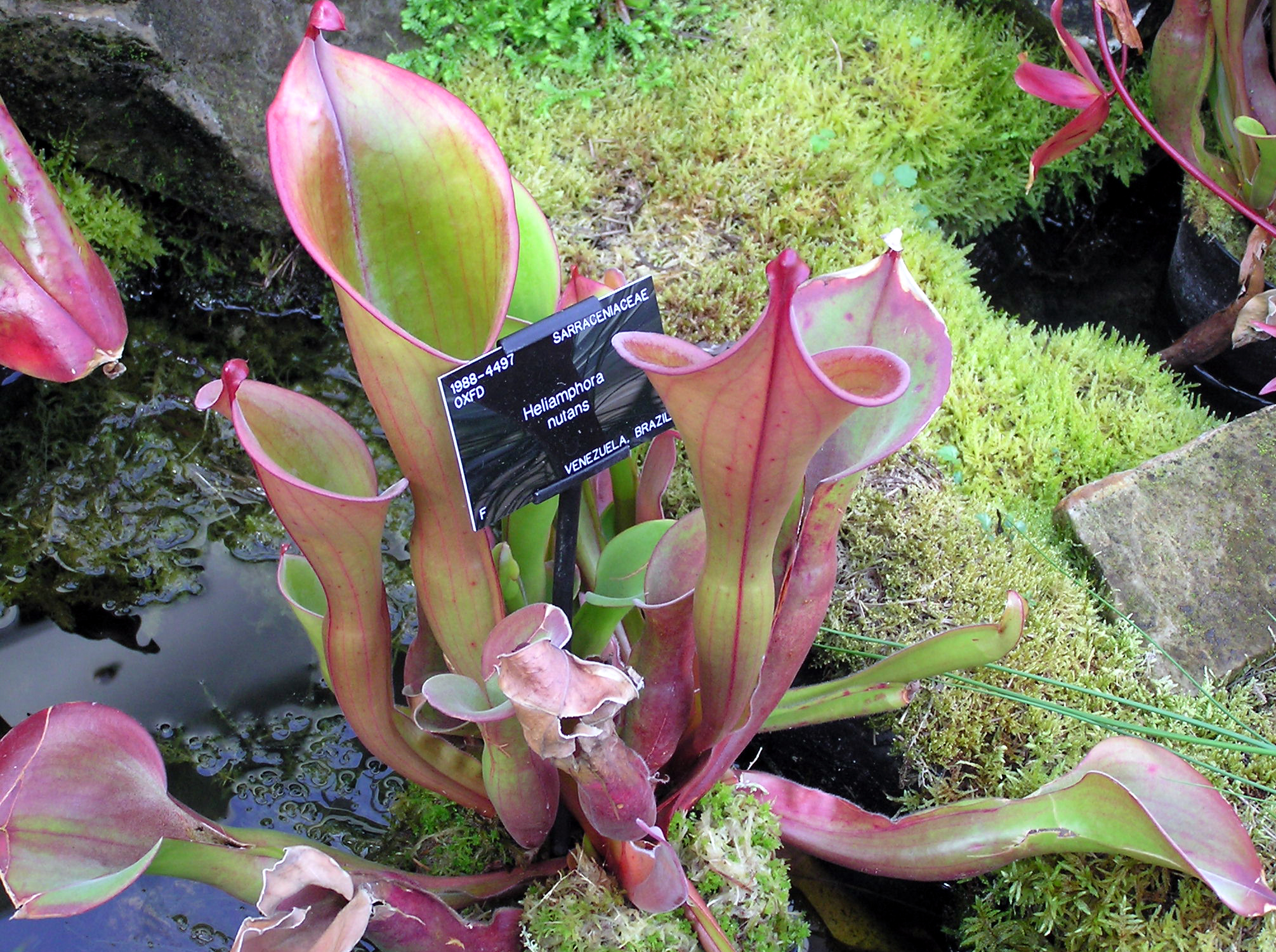
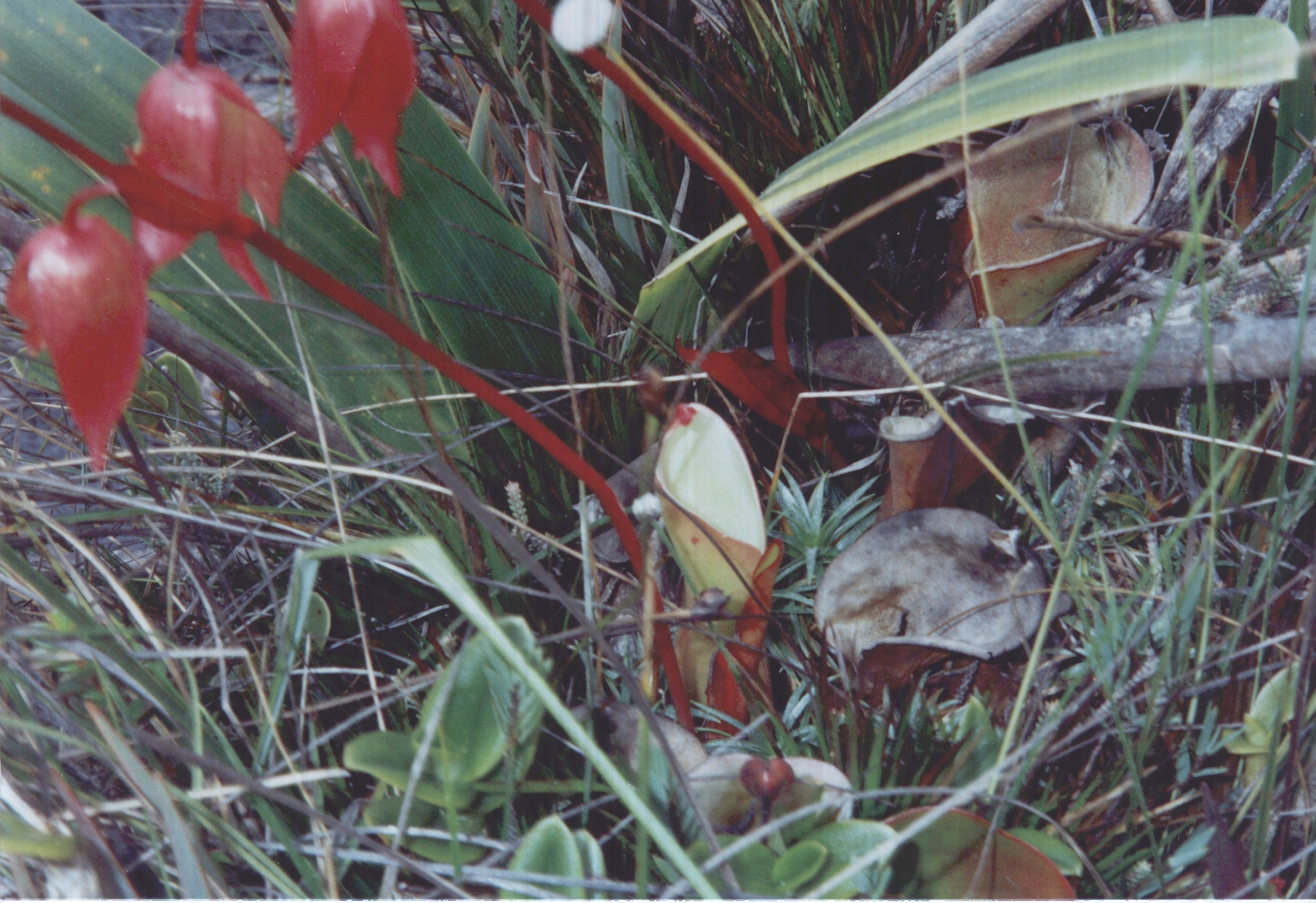